# Aiolikos Mytilène
Maillots
Le Athlitikós Ekpolitistikós Podosfairikós Sýllogos Aiolikos Mytilène (en grec moderne : Αθλητικός Εκπολιτιστικός Ποδοσφαιρικός Σύλλογος Αιολικός Μυτιλήνης), plus couramment abrégé en Aiolikos Mytilène, est un club grec de football fondé en 1975  et basé dans la ville de Mytilène sur l'île de Lesbos dans la mer Égée.

## Histoire du club

### Dates clés
- 1975 : fondation du club

### Historique
Le club naît en 1975 de la fusion de deux clubs locaux (Atlantas et Apollon).
De 1982 à 1986, il évolue en Beta Ethniki et au total il aura évolué trois saisons en deuxième division.

## Palmarès
| Compétitions nationales |
| --- |
| - Championnat de Grèce de troisième division (1) : - Champion : 1983-1984. - Championnat de Grèce de quatrième division (3) - Champion : 1981-1982, 1991-1992 et 2004-2005. - Coupe de Grèce amateur (2) : - Vainqueur : 1981-1982 et 2001-2002. |

## Personnalités du club

### Présidents
- Jim Antonakas

### Entraîneurs
| - Nikos Kourbanas (1998 - 1999) - Fotis Kokinellis - Thanasis Dimitriadis - Cháris Grammós - Michalis Ghrighoriou - Spiros Livathinos - Konstantinos Psyropoulos - Petros Michos (2005 - 2006) | - Markos Mavrommatis (2007) - Yiannis Manousos - Dimitrios Spanos (2008 - 2009) - Konstantinos Panagopoulos (2015) - Petros Michos (2016) - Theodhoros Papalopoulos - Giannis Georgaras (2019 - 2021) - Manolis Papamattheakis (2021 - ) |

### Anciens joueurs
| - Theodhoros Armilaghos - Fernando Martin Benitez - Panayiotis Chronis - Petros Dhalambekis - Theaghenis Dhionysatos - Michalis Karavasilis - Stelios Maistrellis - Yiannis Manousos - Yiorghos Manousos - Yiannis Martinos | - Lakis Meghas - Martin Morales - Lazaros Mouratidhis - Ivan Nedeljković - Theodhoros Papadhimitriou - Panayiotis Saltamaras - Yiannis Takidhis - Apostolos Tsianakas - Dimitris Vlastellis - Dhimitris Zouliotis |